# Inhebbek Hedi
Inhebbek Hedi (نحبك هادي, of Hedi) is een Tunesisch-Belgische film uit 2016, geschreven en geregisseerd door Mohamed Ben Attia. De film ging op 12 februari in première op het Internationaal filmfestival van Berlijn.

## Verhaal
Hedi is een jongeman die weinig geeft om zijn omgeving en alles over zich heen laat gaan. Zijn autoritaire moeder die zijn huwelijk regelt, zijn baas, zijn broer en iedereen zegt hem wat hij moet doen. Het is niet dat hij er niks om geeft maar hij geeft er de voorkeur aan om af te wachten. Op een dag ontmoet hij Rim, een jonge animatrice in een hotel. Hij geraakt geïntrigeerd door haar onachtzaamheid en vrijheid en begint een passionele liefdesrelatie met haar. Hierdoor wordt Hedi gedwongen keuzes te maken.

## Rolverdeling
| Acteur            | Personage |
| ----------------- | --------- |
| Majd Mastoura     | Hedi      |
| Rym Ben Messaoud  | Rym       |
| Sabah Bouzouita   | Baya      |
| Hakim Boumessoudi | Ahmed     |
| Omnia Ben Ghali   | Khedija   |

## Prijzen en nominaties
De belangrijkste:
| Jaar | Prijs                    | Categorie                       | Genomineerde(n)   | Uitslag  |
| ---- | ------------------------ | ------------------------------- | ----------------- | -------- |
| 2016 | Filmfestival van Berlijn | Zilveren Beer voor beste acteur | Majd Mastoura     | Gewonnen |
| 2016 | Filmfestival van Berlijn | Beste debuutfilm                | Mohamed Ben Attia | Gewonnen |